# Strigocuscus pelengensis
Strigocuscus pelengensis é uma espécie de marsupial da família Phalangeridae. Endêmica da Indonésia, pode ser encontrada nas ilhas de Peleng e Sula.